# Tidjani Idrissa Abdoulkadri
Tidjani Idrissa Abdoulkadri est un homme politique nigérien, il est le Ministre de l'Élevage et porte-parole du gouvernement du Niger.